# Waagplatz (Salzburg)
Der Waagplatz ist ein unregelmäßiger Platz in der Altstadt von Salzburg, der ursprünglich als ältester Marktplatz und Gerichtsplatz angelegt wurde. Der Platz war im 15. Jahrhundert (gemeinsam mit dem Ostende der Judengasse) als Heumarkt genutzt und ungefähr zwischen 1430 und 1650 auch als Brotmarkt, weshalb er Alter Brodmarkt genannt wurde.
Der Waagplatz geht im Nordwesten sich verschmälernd in die Judengasse über. Im Osten grenzt der Waaplatz an den viel größeren Mozartplatz. Die Bürgerhäuser um den Waagplatz stammen im Kern aus dem Mittelalter.

## Die Stadttrinkstube
(Waagplatz 1)

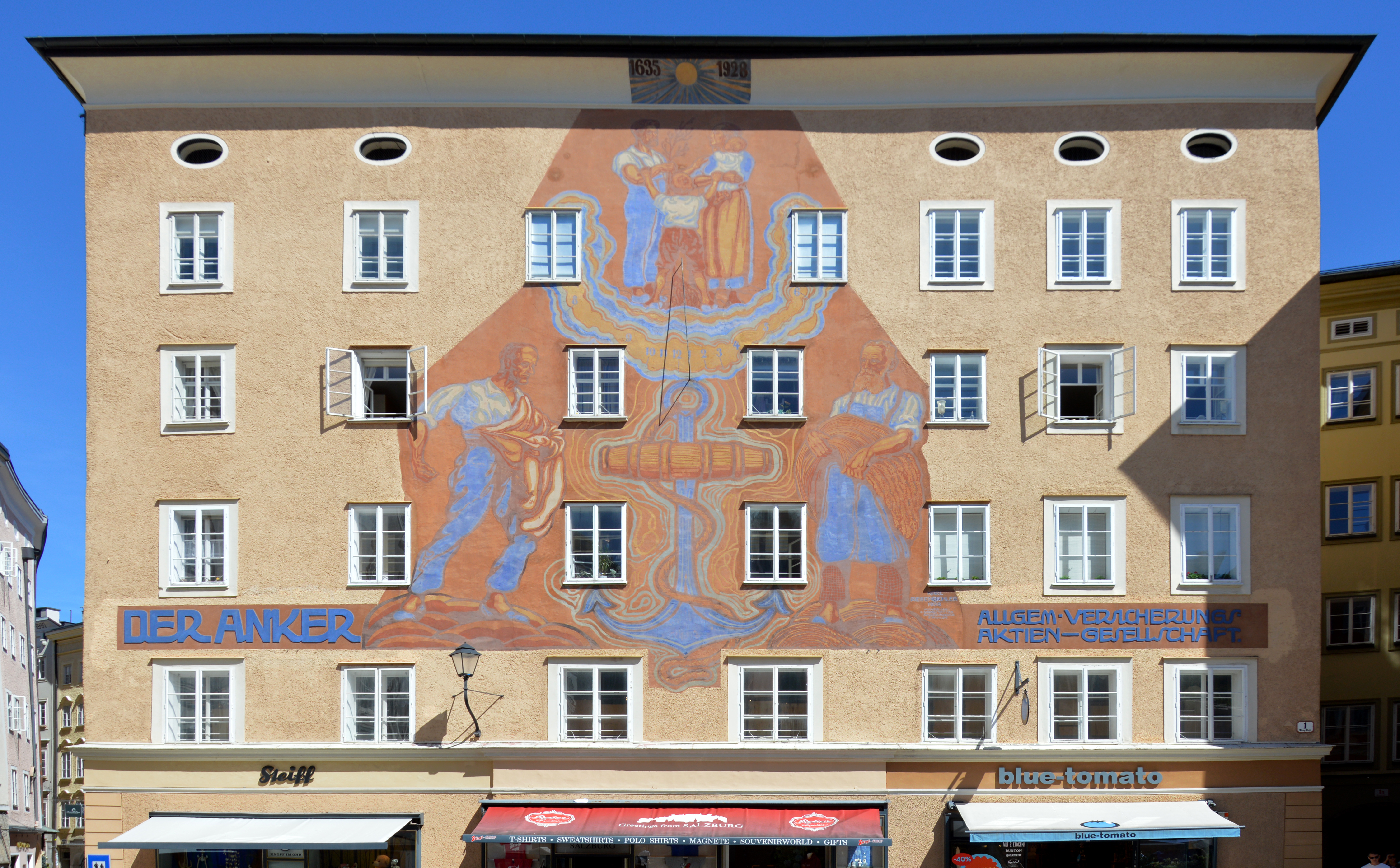
Fassade des Hauses Waagplatz 1

Das Südwesteck dieses Hauses dürfte den Bergfried der staufischen Pfalzanlage darstellen. Das Haus war von 1328 bis 1407 Gerichtsgebäude. In der ältesten Zeit Salzburgs fanden vor diesem Haus auch die Hinrichtungen statt. Noch 1590 ist hier der Pranger erwähnt, der wohl erst Anfang des 17. Jahrhunderts in die Griesgasse übersiedelte. Nach 1498 war hier kurze Zeit auch die Fronwaage untergebracht. Zeitweise war es auch Niederleghaus (Warenlagerhaus, siehe Stapelrecht). Um 1500 entstand auch hier die erste Trinkstube. Das Haus brannte 1635 ab und war danach nur noch Wirtshaus und Gästeherberge und hatte in der Folge verschiedene Namen: 1564 wird es schlicht Trinkstube genannt, 1647 Haus beim Mohrenkopf und 1881 Gasthof zum Erzherzog Karl. Gegen den Waagplatz hin besitzt das allseits freistehende Haus ein monumentales Wandbild „Aussaat und Ernte“ von Karl Reisenbichler (1928).

## Das Schafferhaus (heute Traklhaus)
(Waagplatz 1a und 2)

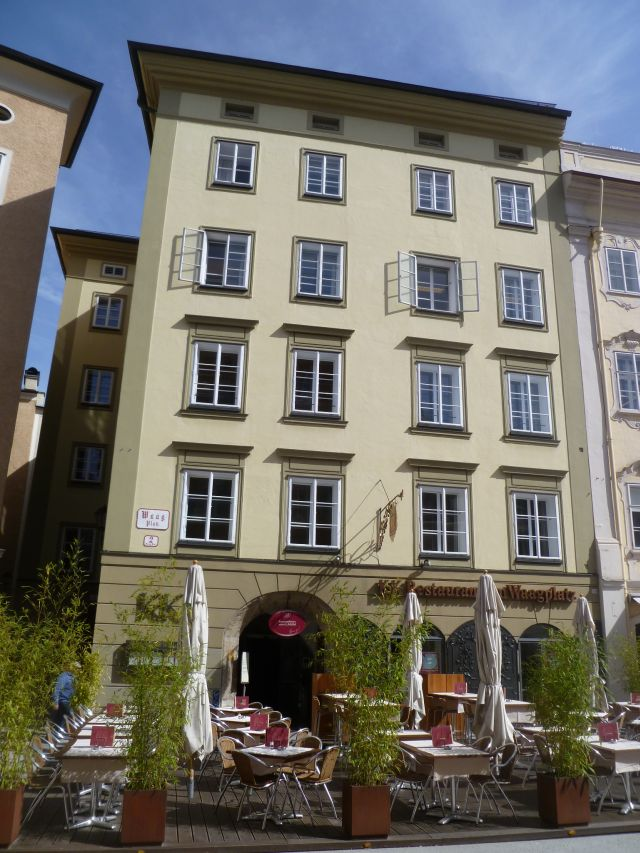
Haus Waagplatz 2

Das Bürgerhaus mit seinen zwei Hofflügeln und dem Hinterhaus stammt großteils aus dem 16. Jahrhundert. Bemerkenswert sind die dreigeschoßigen Arkaden. Die heutige Fassade wurde um 1860 gestaltet. In diesem Haus wurde am 3. Februar 1887 als jüngstes von 13 Kindern Georg Trakl geboren, der aus einer ungarndeutschen Protestantenfamilie stammte. Im Traklhaus befindet sich heute eine Galerie für zeitgenössische Kunst (Kunst im Traklhaus), ein Museum und eine Gedenkstätte für den berühmten Dichter. Das Haus der Gertrater an der „Porten“ hatte das Stift Admont 1327 als Ersatz für seinen Hof am Fuß der Mönchsbergwand erhalten, wo das Bürgerspital eingerichtet wurde. Es trug auch einmal den Namen „Stumphen und Rudolphhaws“ und dann Freysauffhaus am Alten Brodmarkt. Denn durch Heirat kam es über die zweite Ehe der Katharina Pauernfeind, geb. Zapplern, an den Faktor und Süßweinhändler Christoph Freisauff. Die am 11. März 1712 geborene Maria Theresia, die »schöne Freysauf teresel«, verglich Leopold Mozart mit der Marquise de Pompadour, die nach seinen Worten »eine noch schöne, große, ansehnliche Person, sie ist fett, wohl bey Leib, aber sehr proportioniert, blond, hat viel ähnliches mit der […] Freysauf teresel«. Ihr jüngerer Bruder Johann Kaspar wurde 1759 Geschäftsnachfolger des Vaters und der größte Fernhändler Salzburgs mit »Levantware«: u. a. Baumwolle, Eichengalläpfel (für Tinte), Stahl, Tuch und Seide. Dessen Sohn blieb ledig, sodass in weiterer Folge die Handlung 1812 an die Handelsherren Späth und → Schaffer verkauft wurde.
An die »Kaspar Freysauff’sche Handlung« (1706–1803) erinnert noch der sog. Freysauffkeller, ein Restaurant im Schafferhaus.

## Das Waaghaus
(Waagplatz 3)

Das quer an der Ostseite der Michaelskirche angebaute Waaghaus war vor 1328 das – vermutlich älteste – Salzburger Gerichtsgebäude gewesen. Vor der Mitte des 17. Jahrhunderts diente es als Schranne, also als gemeinsame Verkaufsstelle, hier der Bäcker für Brot. Das Haus wurde später Sitz der städtischen Hauptwaage und war bis 1815 im Eigentum der Stadt Salzburg. Das zentral gelegene Waaghaus gab dem Platz den Namen. Der heutige Bau stammt aus dem 17. Jahrhundert, die Fassadengestaltung aus dem frühen 19. Jahrhundert.
Ende des 19. Jahrhunderts kaufte Tobias Trakl das Haus und betrieb bis 1913 im Parterre eine Eisenwarenhandlung, während er mit seiner großen Familie im ersten Stock wohnte, sein Sohn Georg Trakl verbrachte hier seine Kindheit und Jugend. Seit 1925 wird das Objekt als Café genutzt.

## Das Haus der Hypobank
(Waagplatz Nr. 4)

Dieses Haus besitzt einen – heute für verschiedene kulturelle Zwecke genutzten – romanischen Keller, der höchstwahrscheinlich Teil des zentralen Palas der Kaiserpfalz aus dem 12. Jahrhundert war, die unter Kaiser Friedrich Barbarossa angelegt wurde. Nachdem schon Karl der Große (803) und Ludwig der Deutsche (861 und 863) hier Hoftage abhielten, ist von einer noch älteren karolingischen Pfalz in diesem Raum auszugehen.
Kaiser Friedrich Barbarossa hielt zweimal (1270 und 1272) in Salzburg einen Hoftag ab, nachdem er Erzbischof Adalbert III. von Böhmen als Anhänger der päpstlichen Partei zum faktischen Rücktritt gezwungen und Salzburg in kaiserliche Verwaltung genommen hatte. Der zweite Hoftag wird dabei als besonders glänzend beschrieben. Diese Pfalz, von einem starken äußeren Wehrmauerring umgeben, wurde von Konrad IV. von Fohnsdorf 1291 wieder zerstört, nachdem die Bürger der Stadt unterstützt vom Heer Ottos von Niederbayern dem Erzbischof hier militärisch getrotzt hatten. Ein Rest hat sich aber als romanischer Keller erhalten.

## Der Waagplatz heute
Die Michaelskirche liegt nebenan und mit Blick in die Judengasse sieht man das alte Höllbräu. Heute dominiert den Platz neben der kleinen Kirche das K.u.k. Restaurant, wo sich auch ein sehenswertes uraltes Kellergewölbe – genannt Freysauffkeller – befindet (benannt nach der Familie Freysauff), in dem 130 Personen Platz finden.